# Liste der Bodendenkmäler in Schlangen (Gemeinde)
Die Liste der Bodendenkmäler in Schlangen enthält die denkmalgeschützten unterirdischen baulichen Anlagen, Reste oberirdischer baulicher Anlagen, Zeugnisse tierischen und pflanzlichen Lebens und paläontologischen Reste auf dem Gebiet der Gemeinde Schlangen im Kreis Lippe in Nordrhein-Westfalen (Stand: Februar 2020). Diese Bodendenkmäler sind in Teil B der Denkmalliste der Gemeinde Schlangen eingetragen; Grundlage für die Aufnahme ist das Denkmalschutzgesetz Nordrhein-Westfalen (DSchG NRW).
| Bild | Bezeichnung                                               | Lage                                                        | Beschreibung | Bauzeit | Eingetragen seit | Denkmal- nummer |
| ---- | --------------------------------------------------------- | ----------------------------------------------------------- | ------------ | ------- | ---------------- | --------------- |
|      | Grabhügel                                                 | Gemarkung Oesterholz, Flur 2, Flst. 36                      |              |         | 15-3-1989        | 1               |
|      | Grabhügel                                                 | Gemarkung Oesterholz, Flur 2, Flst. 35                      |              |         | 15-3-1989        | 2               |
|      | Grabhügel                                                 | Gemarkung Oesterholz, Flur 2, Flst. 139                     |              |         | 15-3-1989        | 3               |
|      | Grabhügel                                                 | Gemarkung Oesterholz, Flur 2, Flst. 228                     |              |         | 15-3-1989        | 4               |
|      | Grabhügel                                                 | Gemarkung Oesterholz, Flur 2, Flst. 34                      |              |         | 15-3-1989        | 5               |
|      | Grabhügel                                                 | Gemarkung Oesterholz, Flur 2, Flst. 69                      |              |         | 15-3-1989        | 6               |
|      | Grabhügel                                                 | Gemarkung Oesterholz, Flur 7, Flst. 81                      |              |         | 15-3-1989        | 7               |
|      | Grabhügel                                                 | Gemarkung Oesterholz, Flur 7, Flst. 82                      |              |         | 15-3-1989        | 8               |
|      | Grabhügel                                                 | Gemarkung Oesterholz, Flur 7, Flst. 62                      |              |         | 15-3-1989        | 9               |
|      | Grabhügel                                                 | Gemarkung Oesterholz, Flur 2, Flst. 150                     |              |         | 15-3-1989        | 10              |
|      | Grabhügel                                                 | Gemarkung Oesterholz, Flur 2, Flst. 213                     |              |         | 15-3-1989        | 11              |
|      | Grabhügel                                                 | Gemarkung Oesterholz, Flur 5, Flst. 53, 82                  |              |         | 15-3-1989        | 12              |
|      | Grabhügel                                                 | Gemarkung Oesterholz, Flur 6, Flst. 5                       |              |         | 15-3-1989        | 13              |
|      | Hohlwegbündel                                             | Gemarkung Oesterholz, Flur 6, Flst. 6                       |              |         | 15-3-1989        | 14              |
|      | Hohlsteinhöhle                                            | Gemarkung Kohlstädt, Flur 5, Flst. 16                       |              |         | 15-3-1989        | 15              |
|      | Grabhügel                                                 | Gemarkung Oesterholz, Flur 2, Flst. 286/287                 |              |         | 3-2-1993         | 16              |
|      | Grabhügel                                                 | Gemarkung Oesterholz, Flur 11, Flst. 4                      |              |         | 5-1-1995         | 17              |
|      | Grabhügel                                                 | Gemarkung Oesterholz, Flur 7, Flst. 2                       |              |         | 5-1-1995         | 18              |
|      | Grabhügelgruppe                                           | Gemarkung Oesterholz, Flur 1, Flst. 1, 2, 3                 |              |         | 5-1-1995         | 19              |
|      | Grabhügel                                                 | Gemarkung Oesterholz, Flur 1, Flst. 24                      |              |         | 5-1-1995         | 20              |
|      | Grabhügel                                                 | Gemarkung Oesterholz, Flur 1, Flst. 24                      |              |         | 5-1-1995         | 21              |
|      | drei Grabhügel                                            | Gemarkung Oesterholz, Flur 2, Flst. 1, 110, 114             |              |         | 5-1-1995         | 22              |
|      | zwei Grabhügel                                            | Gemarkung Oesterholz, Flur 14, Flst. 7                      |              |         | 5-1-1995         | 23              |
|      | Grabhügelgruppe                                           | Gemarkung Oesterholz, Flur 2, Flst. 89, 99, 100             |              |         | 5-1-1995         | 24              |
|      | zwei Grabhügel                                            | Gemarkung Oesterholz, Flur 16, Flst. 21                     |              |         | 5-1-1995         | 25              |
|      | Grabhügel                                                 | Gemarkung Oesterholz, Flur 14, Flst. 29                     |              |         | 5-1-1995         | 26              |
|      | Grabhügelgruppe                                           | Gemarkung Oesterholz, Flur 3, Flst. 3, 8                    |              |         | 5-1-1995         | 27              |
|      | Grabhügel                                                 | Gemarkung Oesterholz, Flur 3, Flst. 8                       |              |         | 5-1-1995         | 28              |
|      | Grabhügel                                                 | Gemarkung Oesterholz, Flur 16, Flst. 185                    |              |         | 5-1-1995         | 29              |
|      | drei Grabhügel                                            | Gemarkung Oesterholz, Flur 1, Flst. 6, 7, Flur 7, Flst. 104 |              |         | 13-2-1995        | 30              |
|      | Gräfte u. Spuren der ma. und fühneuztl. Bebauung im Boden | Gemarkung Oesterholz, Flur 5, Flst. 111                     |              |         | 13-2-2007        | 31              |
|      | Hänge des Bärentals                                       | Gemarkung Kohlstädt, DKZ 4119, 196                          |              |         | 3-3-2014         | 32              |